# Bistum Banfora
Das Bistum Banfora (lateinisch Dioecesis Banforensis, französisch Diocèse de Banfora) ist eine in Burkina Faso gelegene römisch-katholische Diözese mit Sitz in Banfora.

## Geschichte
Das Bistum Banfora wurde am 27. Juni 1998 durch Papst Johannes Paul II. mit der Apostolischen Konstitution Cum suo tempore aus Gebietsabtretungen des Bistums Bobo-Dioulasso errichtet und dem Erzbistum Ouagadougou als Suffraganbistum unterstellt. Erster Bischof wurde Lucas Kalfa Sanon.
Am 5. Dezember 2000 wurde das Bistum Banfora dem Erzbistum Bobo-Dioulasso als Suffraganbistum unterstellt.